# 舟橋重明
舟橋 重明（ふなばし しげあき、1955年8月9日 - 1998年5月15日）は、日本の経営者。フジパン社長を務めた。愛知県出身。

## 経歴
1978年に慶應義塾大学法学部を卒業し、同年に日本長期信用銀行に入行。
1981年にフジパンに転じ、1984年に取締役に就任し、1991年に副社長を経て、1994年9月には社長に就任。
1998年5月15日、死去。42歳没。